# Астрадамовка
Астрадамовка (рос. Астрадамовка) — село в Сурському районі Ульяновської області Російської Федерації.
Населення становить 866 осіб. Входить до складу муніципального утворення Астрадамовське сільське поселення.

## Історія
Від 2004 року входить до складу муніципального утворення Астрадамовське сільське поселення.

## Населення
| 1959 | 2010 |
| ---- | ---- |
| 2060 | ↘866 |